# Fettah Güney
Fettah Güney (ur. 21 maja 1937 w Aydınie) – turecki strzelec, olimpijczyk. 
Startował na igrzyskach w 1972 roku (Monachium). Zajął 40. miejsce w trapie. 

## Wyniki olimpijskie
| Igrzyska | Konkurencja | Wynik       | Miejsce | Źródło |
| -------- | ----------- | ----------- | ------- | ------ |
| IO 1972  | Trap        | 177 punktów | 40.     | [ 1 ]  |